# The Beats
The Beats es una banda argentina de rock que surgió como un tributo a The Beatles y fue nombrada como "La Mejor Banda Beatle del Mundo" en 1996. No deben ser confundidos con Los Beats, un grupo de los años sesenta que surgió en El Salvador.

## Comienzos
A los doce años de edad, Diego Pérez escucho por primera vez a The Beatles gracias a un casete que le habían prestado. Con su hermano, Patricio, en ese momento,  se maravillaron con la música del cuarteto. 
El fanatismo los arrastró en una voracidad de tenerlo todo: la colección de vinilo, estadounidense y nacional, la colección de magazines, la colección de todos los sencillos y la colección de discos piratas editadas por el propio mánager de The Beatles. Primero fue fanatismo y de homenaje viró a profesión. En 1987, Patricio y Diego Pérez fundaron The Beats y se les unió Néstor Fiorini en batería al año siguiente.

## Trayectoria
Fueron elogiados por Allan Williams (primer mánager de los Beatles), quien dijo: "Suenan mejor que los Beatles cuando yo los llevé a Hamburgo" y Allister Taylor (asistente personal del mánager Brian Epstein) que dijo: «Es como si los Beatles nacieran otra vez». Además, fueron destacados con notas en los diarios británicos Daily Post y Liverpool Echo.
En mayo de 1997 representaron nuevamente a la Argentina en el Rose Festival en Hiroshima (Japón), en el festival aniversario por el atentado atómico de Estados Unidos contra civiles japoneses, tocando allí para 10.000 personas, y apareciendo en televisión, diarios y radio. Esta gira oriental se completó en los teatros más importantes de Kyoto, Ibara, Sapporo y Osaka, entre otros.
En agosto de 1997 viajaron nuevamente a Inglaterra para estrenar el Beatles Revival Show, espectáculo sobre la evolución de los Beatles representado por The Beats en el Empire Theatre.
En octubre de 1997, volvieron a Japón para realizar una gira de un mes recorriendo Osaka, Hiroshima, Fukuyama, Ibara, Kyoto y Tokio. En ese mismo año, presentaron en Buenos Aires el espectáculo Beatles Revival Show en el teatro Astros de la avenida Corrientes, utilizando de su colección propia más de veinte instrumentos, equipos originales e indumentarias exactas respetando cada etapa del cuarteto inglés.
En 1998 presentaron el espectáculo Aquí están The Beatles en el teatro Broadway de Buenos Aires: un recorrido completo por todas las etapas de los cuatro genios de Liverpool, respetando el mismo sonido de las grabaciones originales mediante el acompañamiento de un deceto de cuerdas y una sesión de vientos.
En ese mismo año, fueron invitados de honor en la Beatles Annual Convention de Londres y Liverpool, donde presentaron shows en el LIPA (auditorio de Paul McCartney), en el Cavern Club y en Strawberry Field, entre otros, concluyendo el año en Argentina con el espectáculo The Beats, 10 años en el teatro Broadway. En 1999 llevaron el espectáculo Aquí están The Beatles a teatros de la costa atlántica, Gran Buenos Aires e interior del país.
En junio de 1998 presentaron su primer CD, Please, Please Me, producido por Litto Nebbia bajo el sello Melopea. Incluyeron los temas del LP homónimo de Los Beatles, respetando minuciosamente los sonidos y arreglos con que fueron grabados originalmente.
En agosto de 1999 viajaron a Londres y Liverpool para realizar el show presentación del relanzamiento mundial del álbum y la película Yellow Submarine. Tocaron ante más de 80.000 espectadores, presentados por Juan Alberto Badía. Este acontecimiento fue televisado en todo el mundo. En esa gira estrenaron el espectáculo Beatlemanía, en el Royal Court Theatre. En Argentina fue llevado a cabo en el teatro Gran Rex.
En junio de 2000 The Beats realizaron el espectáculo Beatles in Argentina en el estadio Luna Park. El espectáculo fue un éxito también en la costa atlántica y en el interior del país. Esta gira se extendió por Ecuador, Perú, Brasil y Punta del Este (Uruguay).
En su quinto año consecutivo como miembros de honor y únicos representantes argentinos en Londres y Liverpool, The Beats grabó en el  estudio n.º 2 de Abbey Road, de la empresa EMI de Londres (estudio donde Los Beatles grabaron todas sus canciones), y se convirtieron en el único grupo de homenaje a Los Beatles a nivel mundial en grabar allí.[cita requerida] Completaron esta quinta gira británica con conciertos en el Royal Court, Castle Street y Cavern Club entre otros.
El 9 de septiembre de 2009, The Beats quiso homenajear a The Beatles en ocasión de los 40 años del concierto de The Beatles en la azotea de Apple. The Beats recreó el momento en la estación de trenes de Retiro en la ciudad de Buenos Aires. 
En mayo de 2001 The Beats estrenó su show Yeah, Yeah, Yeah en el teatro Gran Rex, en el que presentaron su segundo disco, You can, que contiene una selección de canciones de todos los álbumes de Los Beatles incluyendo el tema grabado en Abbey Road de su propia autoría que le da nombre a este disco.
Durante 2001, The Beats emprendió una gira por toda Argentina, y en el mes de noviembre presentó un nuevo espectáculo, Nuestros Beatles, realizado en los teatros más importantes de Brasil. Debido al éxito repitieron esta gira desde diciembre de 2001 hasta mayo de 2002. A comienzos del año 2003, la Orquesta Sinfónica Nacional ―dirigida por Francisco Rettig― los convocó para realizar un espectáculo, adaptando las composiciones de The Beatles a la música clásica. El evento, realizado dos veces en el Gran Rex, en el cual The Beats se presentaban junto a ochenta músicos de cámara, fue ovacionado por crítica y público.
Después presentaron el espectáculo Un viaje en submarino, estrenado como todas sus temporadas en el Gran Rex y en simultáneo lanzaron a la venta su tercer disco: Take one.
En 2004 exhibieron su nueva puesta teatral-musical que recorrió gran parte de Latinoamérica, llamada Contemporáneos. El espectáculo también fue realizado en las salas más importantes del interior del país y cuatro funciones completamente agotadas en el Gran Rex. En el año 2005 dan a conocer su innovadora obra que acompaña su cuarto disco, ambos titulados: Secret. Aquí The Beats remoza viejas composiciones de Lennon & McCartney prácticamente inéditas hasta el momento que Los Beatles jamás grabaron. Ellos tomaron estas canciones y trabajaron en ellas para recrear el estilo y el clima que los cuatro genios de Liverpool le hubieran dado a cada una de ellas.
Durante el 2006 presentaron Reencuentro. Este espectáculo recorrió el país y gran parte de Latinoamérica. En marzo de 2007, invitados por la EMI de Londres, viajaron a Gran Bretaña para terminar de grabar en los estudios Abbey Road su quinto disco llamado Masterpiece, realizado en homenaje al 40.º aniversario de la grabación y lanzamiento del álbum de The Beatles Sgt. Pepper's Lonely Hearts Club Band. Durante su estadía en el Reino Unido, se realizó el rodaje del espectáculo presentado durante el 2007 Inglaterra para ustedes, que en su desarrollo contenía un documental realizado íntegramente en Inglaterra, protagonizado por los artistas donde recorrían distintos lugares que fueron testigo y escenario de la historia de The Beatles.
En 2008, The Beats llevó a Argentina al primer baterista de The Beatles, Pete Best, en el marco del estreno de Histórico, presentado en el Gran Rex. En 2009 (También con Pete Best) presentaron su espectáculo "Únicos". En 2010 presentaron su obra Irrepetible. En 2011, Universales y en 2012, "Legendarios". En 2013 festejaron sus 25 años como banda estrenando el espectáculo "25 Aniversario" y en 2014 "Emblemáticos". Desde 2015 hasta los principios del 2016 presentan el espectáculo "Retrospectiva".
En junio de 2016 empezaron un programa radial llamado "Beats Buenas Canciones" por la radio FM Concepto 95.5 reproduciendo sus canciones y explicando la historia y/o datos curiosos sobre el grupo.

## Formaciones

### Formación actual
- Nicolás Tomat en el rol de  John Lennon.
- Eloy Fernández en el rol de Paul McCartney.
- Patricio Pérez en el rol de George Harrison.
- Esteban Zanardi en el rol de Ringo Starr.
- Fernando Monteleone (teclados y percusiones).

### Antiguos miembros
- Diego Pérez (fundador)
- Claudio Leal Dasso
- Sebastián Spano
- Nicolás Natal
- Martin Álvarez Pizzo
- Claudio Batista
- Rubén Tarragona
- Nino André
- Julio Ferrari
- Diego Miño
- Nicolás Russo
- Nahuel Litwin
- Sergio Godirio
- Néstor Hugo Fiorini (fundador)

## Espectáculos presentados
- 1997: Beatles Revival Show
- 1998: Aquí están, The Beatles!
- 1999: Beatlemania
- 2000: Beatles in Argentina
- 2000: Homenaje a John Lennon (espectáculo teatral musical dedicado a la obra solista de Lennon)
- 2001: Yeah Yeah Yeah!
- 2002: Nuestros Beatles
- 2003: Sinfónico (espectáculo especial con la Orquesta Sinfónica Nacional)
- 2003: Un viaje en submarino
- 2004: Contemporáneos
- 2005: Secret
- 2006: Reencuentro
- 2007: Inglaterra para ustedes
- 2008: Histórico (con Pete Best)
- 2009: Únicos (con Pete Best)
- 2010: Irrepetible
- 2011: Universales
- 2012: Legendarios
- 2013: Aniversario (25 años)
- 2014: Emblemáticos
- 2015-2016: Retrospectiva
- 2016: Clips
- 2017, 2018 y principios de 2019: 30 Años de Homenaje
- 2019: #Influencers
- 2020: Íconos (con músicos invitados) (Este espectáculo no lo pudieron realizar por causa de la pandemia).
- 2022-2023: Bienvenidos!
- 2024: Ayer, Hoy y Siempre
- 2025: A través del Tiempo

## Discografía
- Please, Please Me (1999)

- You Can (2001)
- Take One (2003)
- Secret (2005)

Es el cuarto disco grabado por The Beats, que contiene 14 temas originales compuestos por Lennon/McCartney y nunca editados en sus álbumes oficiales, o que fueron escritos para otros artistas exitosos de la época. En esta placa, The Beats los versiona como el cuarteto de Liverpool podría haberlo hecho en su momento.
- Masterpiece (2007)

En el cuadragésimo aniversario de la grabación y lanzamiento de Sgt. Pepper’s Lonely Hearts Club Band, a modo de homenaje, The Beats decidió grabar una exacta versión de este complejo álbum. Para esto, fueron invitados por EMI de Gran Bretaña a grabar el disco en el mismo lugar donde los Beatles lo habían hecho: Abbey Road Studio n.º 2, en Londres. Para la realización del disco la banda tributo trabajó junto al ingeniero de EMI, Chris Bolster, quien participó en las últimas producciones recopilatorias de The Beatles.